# Leopold Haidenthaler
Leopold Haidenthaler (* 1879; † 18. Juni 1961) war ein österreichischer Beamter und Schmetterlingssammler, der sich Verdienste auf dem Gebiet der Entomologie erwarb.

## Leben
Haidenthaler war von Beruf Beamter bei der Stadt Salzburg, zuletzt im Range eines Obermagistratsrats. Er beschäftigte sich seit den 1920er Jahren als Schmetterlingssammler mit Entomologie. Er war vor allem auf Großschmetterlinge spezialisiert. Schwerpunktmäßig erforschte er die Salzburger Lepidopterenfauna. Er wird als „fleißigster und penibelster Schmetterlingssammler“ der Zeit nach dem Ersten Weltkrieg beschrieben. Zusätzlich zu seiner Sammlung erstellte er einen Katalog, in welchen er sämtliche Schmetterlingsbeobachtungen eintrug. Neben der Dokumentation enthält der Katalog auch Zeichnungen der beobachteten Arten. Seine exakten und detailreichen Aufzeichnungen sind auch aktuell eine wertvolle Quelle für das Gebiet der Salzburger Schmetterlinge.

## Veröffentlichungen
- Ein Beitrag zur Macrolepidopterenfauna des Landes Salzburg, zugleich Versuch der Aufstellung eines neuen Verzeichnisses dieser Fauna. In Societas entomologica, Stuttgart 1929, S. 1–9.
- Übersicht über die Verbreitung der Tagfalter im Lande Salzburg. In: Mitteilungen der Naturwissenschaftlichen Arbeitsgemeinschaft am Haus der Natur Salzburg. 1950, S. 41–51 (zobodat.at [PDF; 1,6 MB]).
- Historischer Überblick über die Lepidopterenforschung mit besonderer Berücksichtigung des Landes Salzburg. In: Mitteilungen der Naturwissenschaftlichen Arbeitsgemeinschaft vom Haus der Natur in Salzburg – Zoologische Arbeitsgruppe 1 1950, S. 1–6 (zobodat.at [PDF; 915 kB]).
- Übersicht über die Verbreitung der Tagfalter im Lande Salzburg. In: Mitteilungen der Naturwissenschaftlichen Arbeitsgemeinschaft vom Haus der Natur in Salzburg – Zoologische Arbeitsgruppe 1 1950, S. 20–30 (zobodat.at [PDF; 1,5 MB]).
- Übersicht über die Verbreitung der Tagfalter im Lande Salzburg. In: Mitteilungen der Naturwissenschaftlichen Arbeitsgemeinschaft am Haus der Natur Salzburg ANG_A1, 1951, S. 41–51.
- Bemerkenswertes aus der Salzburger Lepidopterenfauna. In: Festschrift der Naturwissenschaftlichen Arbeitsgemeinschaft am Haus der Natur in Salzburg zum 70. Geburtstag von Prof. Dr. Eduard Paul Tratz. Salzburg 1958, S. 82–85 (zobodat.at [PDF; 637 kB]).